# Parapallasea sitnikovae
Parapallasea sitnikovae is een vlokreeftensoort uit de familie van de Acanthogammaridae. De wetenschappelijke naam van de soort is voor het eerst geldig gepubliceerd in 2001 door Tachteew.